# Liutperga
Liutperga, o Liutberga o Liutpirc o Liutburc (prima del 750 – dopo il 788), è stata una principessa longobarda.
Figlia di Desiderio, re dei Longobardi e della sua consorte Ansa, fu duchessa consorte di Baviera, avendo sposato Tassilone III di Baviera.

## Biografia
Sposò per motivi politici (stringere legami politici fra Bavaresi e Longobardi) Tassilone III, duca di Baviera, appartenente alla dinastia degli Agilolfingi.

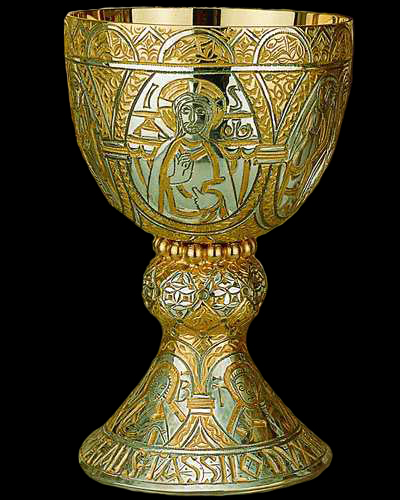
Calice di Liutberga e Tassilone conservato nell'abbazia di Kremsmünster.

Probabilmente nel 777 Tassilone e Liutberga fondarono l'abbazia di Kremsmünster, ove è conservato un calice che porta la scritta in latino:
(Iscrizione sul calice conservato a Kremsmünster)
Liutberga fu considerata corresponsabile della rovina del marito, dato che avrebbe sobillato il marito Tassilone contro i Franchi. Perciò ella fu definita dai cronisti contemporanei come «donna cattiva, detestata da Dio».
Dopo che Tassilone III nel 788 fu deposto da Carlo Magno, lui, Liutberga e i loro figli vennero confinati in diversi conventi imperiali. Liutberga morì presumibilmente prima del 794, poiché nel Sinodo di Francoforte, di fronte al quale Tassilone più volte dovette rispondere, di lei non si dice nulla.

## Discendenza
Liutberga diede a Tassilone due maschi e due femmine: .
- Teodone III, condottiero che si distinse in Spagna e fondò la dinastia dei Moncada;
- Teodeberto;
- Cotani;
- Rotrud.